# Agpeya
L' Agpeya ( copte : Ϯⲁⲅⲡⲓⲁ, arabe : أجبية ) est le « Livre de prières des heures » ou bréviaire chrétien copte , et est l'équivalent du Shehimo dans l' Église syriaque orthodoxe (une autre confession chrétienne orthodoxe orientale), ainsi que de l' Horologion byzantin et de la Liturgie romaine des heures utilisées respectivement par l'Église orthodoxe orientale et l'Église catholique romaine.
Les prières Agpeya sont des prières chrétiennes populaires récitées à des heures de prière fixes , face à l'est par les individus et les familles à la maison sept fois par jour, ainsi que pour les prières communautaires en introduction à la messe à l'église ; cette pratique chrétienne a ses racines dans le Psaume 119:164 , dans lequel le prophète David prie Dieu sept fois par jour,. La grande majorité des chrétiens coptes apprennent la récitation et les prières de l'Agpeya dès leur plus jeune âge, à la maison, auprès de leurs familles. Le cycle des heures canoniques coptes orthodoxes est principalement composé de lectures de psaumes de l'Ancien Testament et de lectures d'évangiles du Nouveau Testament, avec quelques hymnes de louange, des tropaires (connus sous le nom de « قطع » dans l'Agpeya arabe contemporain et sous le nom de « preces » ou « litanies » en français), et d'autres prières.
Les prosternations devant Dieu sont une pierre angulaire de la prière de l'Agpeya, le bréviaire exigeant de « se prosterner trois fois au nom de la Trinité ; à la fin de chaque Psaume… en disant l' Alléluia ; et plusieurs fois » pendant les quarante et un Kyrie eleisons (les croyants peuvent utiliser la mequteria pour compter ces metanoias).
Elle comprend sept heures canoniques, auxquelles s'ajoute la « Prière du Voile », généralement récitée par les évêques, les prêtres et les moines. Les termes coptes pour « Matines » et « Vêpres » sont respectivement « L'Élévation de l'Encens du Matin » et « L'Élévation de l'Encens du Soir », en référence aux prières adressées à Dieu.

Avant de prier l'Agpeya, les chrétiens coptes se lavent les mains et le visage afin d'être propres devant Dieu et de présenter leur meilleur; les chaussures sont retirées afin de reconnaître que l'on offre une prière devant un Dieu saint,. Dans cette tradition chrétienne, et dans beaucoup d'autres également, il est de coutume pour les femmes de porter un couvre-chef chrétien lorsqu'elles prient, une pratique expliquée dans 1 Corinthiens 11:5-6,. Pendant la prière de l'Agpeya, de nombreux croyants tiennent une croix dans leur main pendant les parties où le croyant est debout (pendant lesquelles il/elle étend ses bras dans la position orante ).

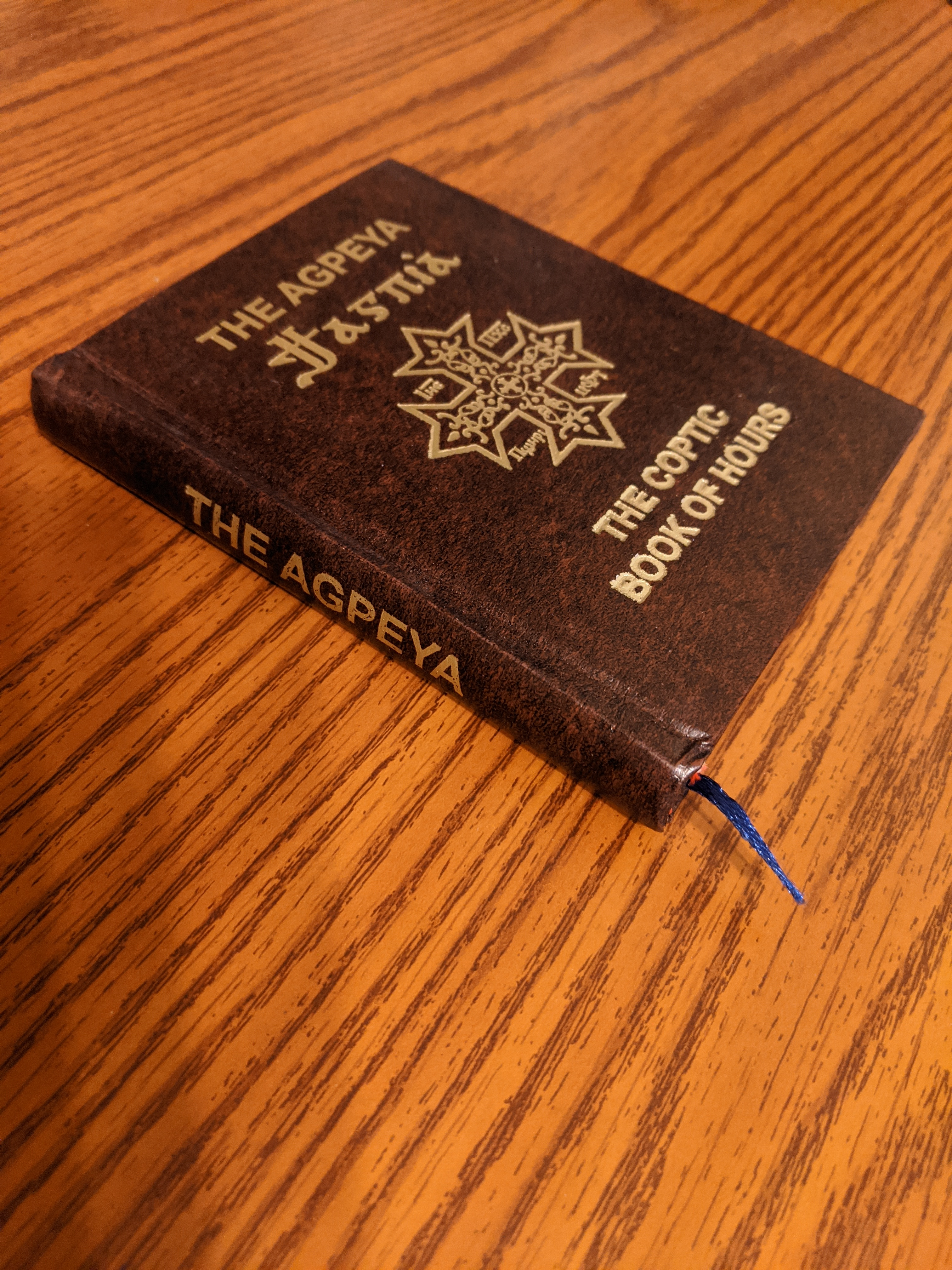
Agpeya

## Heures canoniques
Les heures sont disposées chronologiquement, chacune contenant un thème correspondant à des événements de la vie de Jésus-Christ : 
- Le Prime (Lever de l'encens matinal) est récité à 6 heures du matin, au réveil ou après la louange de minuit de la nuit précédente. Il symbolise l'incarnation et la résurrection de Jésus-Christ.
- Tierce (9h) nous rappelle trois événements, le procès du Christ par Pilate , son ascension au ciel et la descente du Saint-Esprit sur les disciples à la Pentecôte .
- Sexte (midi) commémore la Passion du Christ.

Tierce et Sexte sont priées avant chaque Divine Liturgie.
- None (15h) commémore la mort du Christ sur la Croix. Cette heure est également récitée pendant les jours de jeûne.
- Les Vêpres (18h, élévation de l'encens le soir), priées au coucher du soleil (vers 17h), commémorent la descente du Christ de la Croix.
- Complies (21h - avant le coucher) commémore l'ensevelissement du Christ et le Jugement dernier.

Les Vêpres et les Complies sont toutes deux récitées avant la liturgie pendant le Carême et le jeûne de Ninive.
- Le « Cetar » ou « Voile » est généralement récité par les évêques, les prêtres et les moines, comme une forme d'examen de conscience. Certaines personnes et familles choisissent également de le réciter dans le cadre de leurs dévotions quotidiennes à la maison.
- La louange de minuit (dites à minuit, tôt le matin avant l'aube) commémore la seconde venue du Christ. Elle se compose de trois veillées, correspondant aux trois étapes de la prière du Christ au jardin de Gethsémani ( Matthieu 25:1–13 )[9].

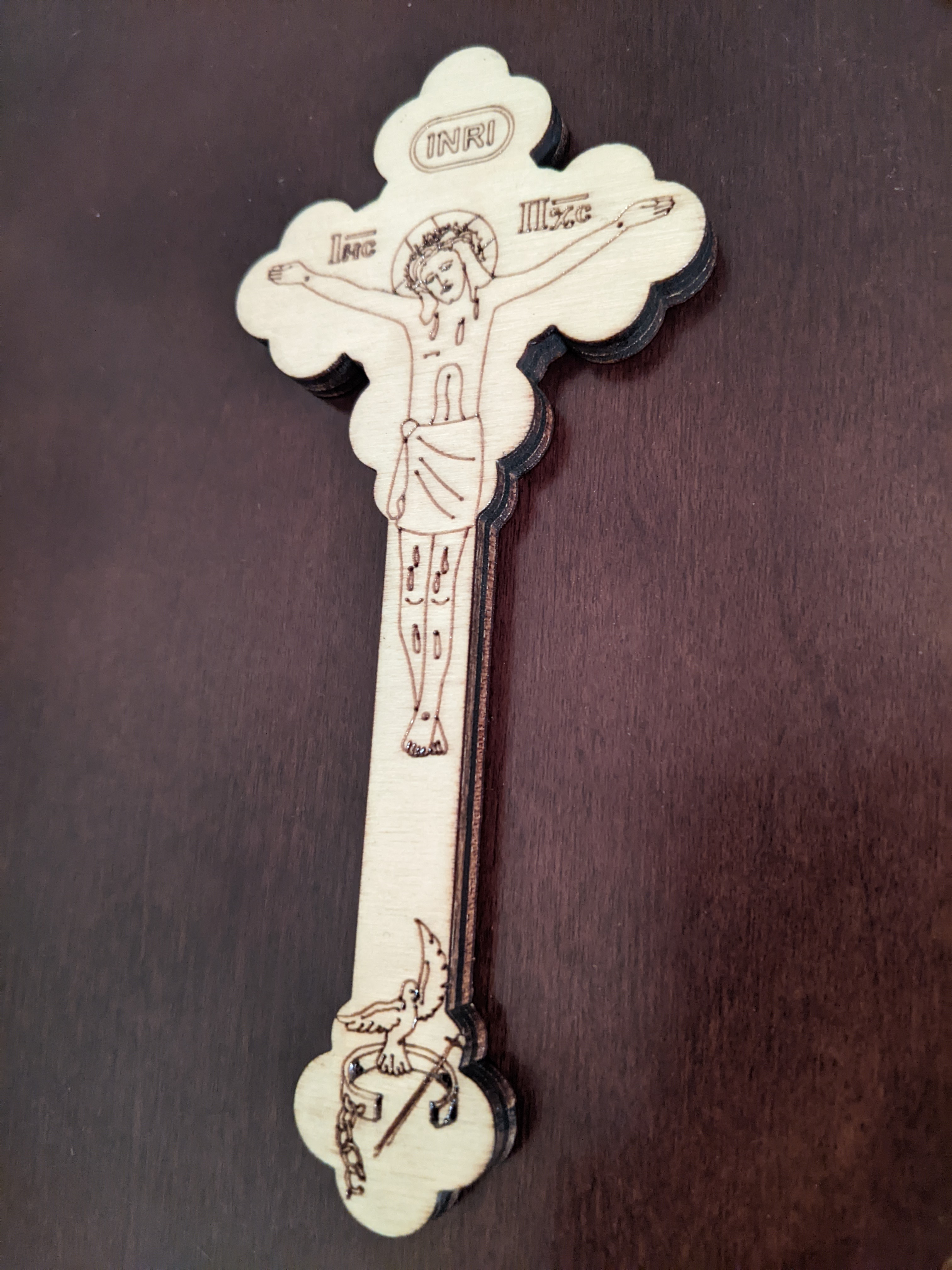
De nombreux croyants peuvent tenir une croix à la main pendant les parties de la prière où ils sont debout avec leurs bras en position orans.

## Structure

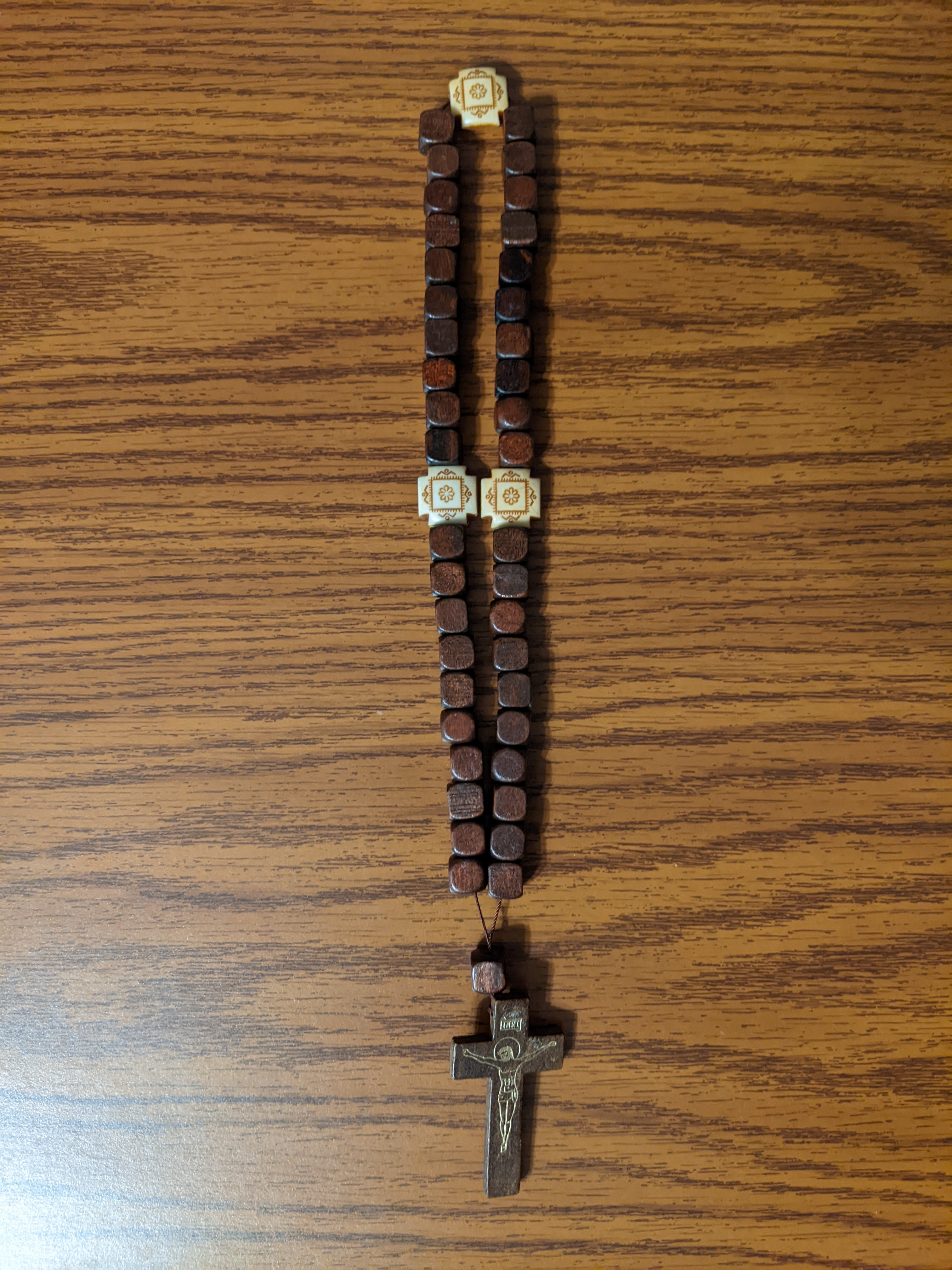
Les chapelets chrétiens appelés mequteria peuvent être utilisés pour compter les 41 Kyrie Eleisons priés pendant chaque heure de prière fixe dans l'Agpeya.

Chacune des Heures suit le même schéma de base :
- Introduction, qui comprend le Notre Père
- Prière d'action de grâce
- Psaume 51 (appelé Psaume 50 dans la Septante )
- Divers psaumes
- Lecture du Saint Évangile
- Courtes litanies
- « Seigneur, aie pitié » est ensuite chanté 41 fois (cela représente les 39 coups de fouet que Jésus-Christ a reçus avant la crucifixion, plus un pour la couronne d'épines, plus un pour la lance dans son côté.)
- Prières
- Absolution
- Conclusion

## Voir Aussi
- Shehimo
- Eglise d'orient

## Liens Externes
- Versions anglaises des prières Agpeya écrites et chantées
- Textes arabes, anglais et français de l'Agbeya